# 4881 Robmackintosh
4881 Robmackintosh è un asteroide della fascia principale. Scoperto nel 1975, presenta un'orbita caratterizzata da un semiasse maggiore pari a 2,3137848 UA e da un'eccentricità di 0,0449536, inclinata di 8,07840° rispetto all'eclittica.